# Дюваль, Александр
Александр Дюваль (фр. Alexandre Duval, настоящее имя Александр-Винсен Пино, 6 апреля 1767 — 9 января 1842) — французский драматург, член Французской академии, последовательно моряк, инженер, портретист, поступил в начале революции на сцену и затем сделался одним из любимых писателей времён Первой империи. Пьесы Дюваля, собранные в его «Oeuvres» (1832—1833), богаты интересными положениями и отличаются чрезвычайной живостью действия и диалога. Лучшие из них: «Edouard en Ecosse», «Le tyran domestique», «La jeunesse de Henri IV», «Le chevalier d’industrie», «La manie des grandeurs», «Le faux bonhomme».

## Биография
В 14 лет Александр Дюваль бросил учёбу, чтобы поступить добровольцем на военную службу в Америку, где он пробыл 18 месяцев. Затем он был инженером-стажёром мостов и дорог и освоил ещё множество строительных профессий. Он был последовательно моряком, военным, инженером, актёром и стал наконец писателем. Великая французская революция перевернула его жизнь: Дюваль обратился к театру, который надолго стал его единственной страстью.
Его театральная карьера началась в 1790 году: он стал актёром в театре Variétés-Amusantes, потом играл в Пале-Рояль, с ноября 1791 года — в «Комеди Франсез». Но вскоре, оставив ремесло актёра, он посвятил себя написанию пьес. Он представил более 60 пьес, созданных самостоятельно или в соавторстве с Луи-Бенуа Пикаром и другими авторами. Дюваль сочинял преимущественно для театров «Комеди Франсез» и «Опера-Комик». Он не особенно беспокоился о своём стиле, но пытался понравиться широкой публике разнообразием ситуаций и изобретательным построением своих произведений.
В 1807 году Дюваль стал директором Театра Louvois, затем театра «Одеон». В 1812 году он становится членом Французской академии. С 1831 года он был также назначен администратором Bibliothèque de l’Arsenal.
К 1840 году, почти ослепнув, он отошёл от активной деятельности. Его кресло во Французской академии перешло к Пьеру-Симону Баланше.

### Семья
- Брат Амори Дюваль (1760—1838), писал стихи в альманахах, научные и критические статьи в разных журналах. Отд. изд.: «Relation de l’insurrection de Rome et de la mort de Basseville» (1793); «Observations sur les th éâtres» (1796), «Des sépultures» (1801); «Paris et ses monuments» (1803).
- Брат Анри Дюваль (1770—1847), приобрёл известность сочинениями: «Essai sur la critique» (1807), «Du courage civil» (1836), «Histoire de France sous le règne de Charles VI» (1842) и др.
- Племянник Амори-Дюваль (1808—1885), художник.
- Дочери: Женни-Мальвина, супруга архитектора Мазуа, и Адель, супруга штабного офицера Клемента.

## Сочинения
- 1795 — La Manie d'être quelque chose
- 1795 — Le Défenseur officieux
- 1796 — La Jeunesse de Richelieu
- 1796 — Les héritiers ou Le naufrage, одноактная комедия в прозе, впервые поставлена 27 ноября 1796 года
- 1800 — Maison à vendre
- 1801 — Édouard en Écosse, в 3 актах в прозе
- 1803 — Guillaume le Conquérant
- 1803 — Shakespeare amoureux: ou la piece a l’etude, comedie en un acte et en prose
- 1805 — Le Menuisier de Livonie
- 1805 — Le Tyran domestique, в 5 актах в стихах
- 1806 — La Jeunesse de Henri V, в 3 актах
- 1809 — Le Chevalier d’industrie, в 5 актах в стихах
- 1810 — Le Retour d’un Croisé, мелодраматические пародии
- 1817 — La Manie des grandeurs, в 5 актах в стихах
- 1819 — La Fille d’honneur, в 5 актах в стихах

### Либретто
- 1796 — Le Prisonnier ou La Ressemblance, оперетта Domenico Della-Maria
- 1800 — «Дом продаётся[фр.]», опера Николя Далейрака
- 1807 — «Иосиф в Египте[англ.]», опера Этьенна Мегюля

В 1812—1825 годах писатель объединил эти произведения в 9 томов.